# El Sobrante (contea di Riverside, California)
El Sobrante è un census-designated place (CDP) degli Stati Uniti d'America, situato nello stato della California, nella contea di Riverside.